# Kleine canastero
De kleine canastero (Asthenes pyrrholeuca) is een zangvogel uit de familie Furnariidae (ovenvogels).

## Verspreiding en leefgebied
Deze soort telt twee ondersoorten:
- A. p. pyrrholeuca: centraal en zuidelijk Argentinië.
- A. p. sordida: centraal en zuidelijk Chili en het westelijk deel van Centraal-Argentinië.

## Status
De grootte van de populatie is niet gekwantificeerd maar de soort wordt omschreven als algemeen. Op de Rode lijst van de IUCN heeft deze soort de status niet bedreigd.